# Euripus saimuni
Euripus saimuni är en fjärilsart som beskrevs av Martin 1924. Euripus saimuni ingår i släktet Euripus och familjen praktfjärilar. Inga underarter finns listade i Catalogue of Life.